# Запис Стојковића стари орах (Шетка)
Запис Стојковића стари орах (Шетка) се налази на парцели чији је власник Стојковић Сретен.

## Локација
| Општина             | Ражањ                                                            |
| Катастарска општина | Шетка                                                            |
| Потес               | Равниште                                                         |
| Координате          | 43° 43′ 03″ С; 21° 33′ 34″ И / 43.717599999999997° С; 21.5594° И |
| Надморска висина    | 306m                                                             |

## Карактеристике
Дендрометријске вредности утврђене на терену и сателитским снимцима:
| Стабло                     | Орах |
| Висина стабла              | m    |
| Обим дебла                 | m    |
| Пречник крошње             | 0m   |
| Пречник дебла              | m    |
| Висина дебла до прве гране | m    |

## База записа
Запис је у оквиру Викимедија пројекта "Запис - Свето дрво" заведен под редним бројем 0938.